# Florian Antoni Budniak
Florian Antoni Budniak (ur. 17 czerwca 1910 w Boroszowie na Śląsku Opolskim, zm. 22 września 1993 w Poznaniu) – inżynier leśnik, żołnierz kampanii wrześniowej, od 1940 roku członek ZWZ, dowódca kampanii partyzanckiej na terenie Radomszczyzny. Po wojnie, 1949 aresztowany za działalność w AK, został skazany na 15 lat więzienia. Po amnestii w 1956 roku pracował w Instytucie Technologii Drewna w Poznaniu. Syn leśniczego Franciszka, żołnierza I wojny światowej i Marii z domu Grzęda. Żonaty ze Stefanią z domu Stawowy.
Żona została aresztowana, kiedy Budniak schował się przed Niemcami. Pomimo brutalnego przesłuchania nie wyszedł z ukrycia natomiast żona Stefania została aresztowana i przekazana do Auschwitz.

## Rodzina, czas nauki
Florian Antoni Budniak urodził się 17 czerwca 1910 roku w Boroszowie na Śląsku Opolskim. Był synem Franciszka i Marii z domu Grzęda. Jego ojciec brał udział w walkach I wojny światowej, m.in. pod Verdun, a od 1918 roku skierowany przez DLP w Poznaniu został leśniczym w Sarnicach. Florian ukończył szkołę w Czeszewie, a następnie Gimnazjum im. Bergera w Poznaniu, gdzie zdał maturę w 1929 r. Stopień inżyniera leśnictwa uzyskał w 1933 r. na Wydziale Rolniczo-Leśnym Uniwersytetu Poznańskiego. Roczną służbę wojskową zaliczył w Szkole Podchorążych Rezerwy Artylerii we Włodzimierzu Wołyńskim i w 7 pułku artylerii ciężkiej w Poznaniu. Pracę zawodową podjął na terenie Dyrekcji Lasów Państwowych Poznań, najpierw jako praktykant, później adiunkt w nadleśnictwach Wronki, Sieraków oraz Wierzchlas.

## W Margoninie
W roku 1938 Florian Budniak został przeniesiony do Państwowej Szkoły dla Leśniczych w Margoninie, gdzie był wykładowcą. W tym czasie Dyrektor Naczelny LP w porozumieniu z Ministerstwem Spraw Wojskowych wprowadził szkolenia dla leśników przygotowujące do walki dywersyjnej na tyłach wroga. Jednym z instruktorów kursów Przysposobienia Wojskowego Leśników (PWL) został Florian Budniak, przeprowadził szkolenie dla 50 leśników. Komendantem kursu był ppor. inż. Mieczysław Tarchalski ps. „Marcin”. Szczególny nacisk kładziono na przygotowanie bojowe w specyficznych warunkach, jakie stwarzał las. Jednocześnie pod pozorem ogólnego przysposobienia wojskowego w niektórych ośrodkach szkolono leśników do zadań w wywiadzie i kontrwywiadzie. Wśród różnorodnych ćwiczeń polowych i sportu ćwiczono także walki dżiu-dżitsu.

## 1939 – kampania wrześniowa
W sierpniu 1939 roku Florian Budniak został zmobilizowany do 8 pułku artylerii ciężkiej w Toruniu. Pułk ten wystawił 4 dywizjon artylerii ciężkiej pod dowództwem mjra Stefana Stachowskiego dla 4 Dywizji Piechoty początkowo pod dowództwem płk dypl. Tadeusza Lubicza-Niezabitowskiego. Zgodnie z polskim planem obronnym 4 Dywizja Piechoty weszła w skład Grupy Operacyjnej „Wschód” w składzie Armii „Pomorze” gen. Władysława Bortnowskiego. Jej zadaniem była osłona kierunku na Toruń. Wraz z 16 Dywizją Piechoty i Oddziałem Wydzielonym „Jabłonowo” zajęła pozycje na linii Grudziądz–Brodnica.
Florian Budniak walczył z Niemcami pod Grudziądzem, Kutnem, a w bitwie nad Bzurą w miejscowościach Sobota, Bielawy i pod Łowiczem. Pod Sochaczewem dostał się do niewoli niemieckiej, udało mu się z niej zbiec i uniknął w ten sposób wywózki do obozu.

## Okres ZWZ i AK
Nie mógł wrócić na poprzednie miejsce zamieszkania, więc przedostał się do Generalnego Gubernatorstwa i objął stanowisko leśniczego w Kobielach Wielkich koło Radomska. Zamieszkał wraz z żoną Stefanią („Stefa”) i córkami początkowo w bardzo skromnych warunkach. Wkrótce w ciągu kilku miesięcy wybudował jednopiętrowy dom w stylu góralskim. Budynek został wyposażony na strychu w podwójną ścianę, za którą znajdowała się kryjówka nawet dla kilkorga osób.
W styczniu 1940 roku Florian Budniak wstąpił do ZWZ, później Armii Krajowej przyjmując pseudonim „Borsuk”, który zmienił w oddziale partyzanckim na „Andrzej”. Pełnił funkcję kwatermistrza obszaru o kryptonimie „Żytomierz”– Obwód Radomsko.
Do jego zadań jako kwatermistrza należały wówczas następujące czynności:
- budowa schronów na broń i sprzęt wojskowy,
- przygotowanie materiałów i urządzeń potrzebnych dla dywersji, sabotażu oraz łączności,
- Przygotowywanie kryjówek dla ukrywających się oraz potrzebnych im dokumentów,
- Zaopatrzenie w żywność i opał ukrywających się i innych „podopiecznych”.

Na początku 1942 roku inż. Florian Budniak zorganizował produkcję czerepów do granatów zaczepnych, kolców do przebijania opon samochodowych i butelek zapalających.
Jako oficer rezerwy i wykładowca na kursach PWL, między innymi w zakresie łączności, zorganizował dla żołnierzy AK kurs radiotelegrafistów. Por. „Andrzejowi” powierzono też nasłuch radiowy, zapowiadający przylot samolotów.
W połowie roku 1943 objął dowództwo stuosobowego oddziału partyzanckiego. Konstruktorem bunkrów leśnych dla tego oddziału był również inż. Florian Budniak.
Tymczasem w leśniczówce Kobiele Wielkie mieszkała nadal jego żona z dwiema córkami. Na skutek donosu przybyła znienacka żandarmeria, robiąc szczegółowa rewizję, ale Floriana Budniaka nie odnaleziono, gdyż ukrył się za wspomnianą podwójną ścianą. Aresztowana została jego żona i wywieziona do Oświęcimia, a potem do Ravensbruck. Florian Budniak wyszedł z kryjówki i uciekł z domu, zostawiając bez opieki obie córki trzyletnia Ewę i pięcioletnia Basię. Ewa do dziś pamięta, jak leżały z siostrą pod łóżkiem w śmiertelnym strachu, bojąc się wyjść. Dziewczynki spędziły same w domu kilka dni. Wyjadły wszystkie zapasy. Uratowała je przyjaciółka matki, która zajrzała do leśniczówki. Potem były u ciotki, a w końcu przerzucono do dziadków pod Poznań.

## 74 pułk Armii Krajowej
W połowie 1944 roku por. Florian Budniak został zastępcą dowódcy I batalionu 74 pp AK (był nim kpt. Mieczysław Tarchalski „Marcin”) i jednocześnie dowódcą 1. kompanii, w której skład wchodziły cztery plutony pod dowództwem por. Józefa Kaszy-Kowalskiego „Alma”, por. Jana Kalety „Postracha”, ppor.Teofila Baryły „Upartego”, i ppor. Bronisława Skoczyńskiego „Robotnika”. Batalion liczył 31 oficerów, 25 podchorążych, 98 podoficerów i około czterystu strzelców. Na wyposażeniu miał 63 konie i 17 wozów taborowych. W połączeniu z II batalionem „Wojna” stanowił 74 pp AK. Por. „Andrzejowi” podlegała także prasa konspiracyjna, m.in. „Echa leśne”, „Zza krzaka”, „Wiadomości radiowe”. Pierwszą na wielką skalę walką obronną była bitwa pod Krzętowem nad Pilicą. Dowodzony przez por. Floriana Budniaka oddział partyzancki z obrony przeszedł do kontrnatarcia i zadał Niemcom duże straty. Poległo 37 esesmanów, w tym major SS, było wielu rannych. Straty akowców wyniosły: trzech poległych i trzech rannych. Po tej akcji dowódca Okręgu Radomsko-Kieleckiego AK płk Jan Zientarski „Mieczysław” odznaczył por. Floriana Budniaka, kilku oficerów oraz szeregowych Krzyżami Walecznych.
74 pp AK wziął udział w marszu na odsiecz walczącej Warszawie w drugiej połowie sierpnia 1944 roku. Oddziały partyzanckie otrzymały jednak rozkaz powrotu na poprzednie miejsce obozowania i przeprowadzenia akcji „Burza” oraz „Zemsta”. Oddział por.Floriana Budniaka natychmiast przystąpił do akcji odwetowych i wykonał wiele udanych ataków na żandarmerię, wojsko, SS i własowców. Wysadzono w powietrze kilka pociągów niemieckich.

## Największa bitwa między Wisłą a Wartą
27 października 1944 roku 74. pp AK kwaterował w rejonie wsi Krzepin, Zagórcze. Por. Florian Budniak dowodził wtedy 2. Kompanią „Buk”, liczącą 198 ludzi, pełniąc jednocześnie funkcję zastępcy dowódcy batalionu „Las”. „Ubezpieczaliśmy wówczas północny odcinek zgrupowania, a placówki poszczególnych kompanii baonu zamykały drogi na miejscowości Wałkonowy Górne, Zakrzew, Włoszczowa i Bebelno” – relacjonował porucznik „Andrzej”. Wczesnym rankiem, 28 października 1944 r. Niemcy zaatakowali batalion „Las”. Na pierwszy ogień poszła placówka kompanii „Buk”. Natychmiastowe wsparcie przez pluton por. Czesława Skowrońskiego „Kreta” i ppor. Teofila Baryły „Upartego” spowodowało odwrót nieprzyjaciela. Tymczasem zaatakowane przez Niemców placówki wystawione przez kompanie „Cedr” i „Akacja” w zachodniej części Krzepina musiały się wycofać w głąb lasu. Oddział Niemców zaczął silnym ogniem ostrzeliwać Krzepin, a szczególnie oddział osłony dowództwa. Dzięki zorganizowanej obronie Niemcy przerwali atak, ale wcześniej ranny w ramię został por. Florian Budniak.
28 października do Kossowa przybyły dwie kompanie Wermachtu, nacierały od strony Chlewic na najsilniej obsadzony odcinek kompanii „Buk”, która zdobyła wcześniej najwięcej broni. Po parogodzinnej walce nieprzyjaciel się wycofał.
Kolejny dzień starć znów przyniósł Niemcom dotkliwe straty. Jednakże i nasze oddziały walczące bez odpoczynku już trzeci dzień znajdowały się w ciężkim położeniu. Wtedy mjr „Roztoka” – dowódca 74 pp AK podjął decyzję o rozczłonkowaniu pułku, by łatwiej oderwać się od nieprzyjaciela. Z powodu kontuzji nogi kpt „Marcin” przekazał dowództwo baonu „Las” por. F. Budniakowi – „Andrzejowi”. Tak wspomina tamten czas: „Zdawałem sobie sprawę, że trzeba będzie stoczyć walkę z nierozpoznanymi siłami nieprzyjaciela, więc dla zmniejszenia lub uniknięcia własnych strat postanowiłem zastosować podstęp.” Dzięki temu udało się przeskoczyć niebezpieczny odcinek zanim Niemcy zrozumieli, co się stało. Oddział przekroczył Pilicę i dotarł nad ranem do obozowiska leśnego.
W łącznym bilansie pięciodniowych walk straty własne 74. pp wyniosły siedmiu poległych i dziesięciu rannych. Straty niemieckie ponad stu rannych i zabitych, 99 wziętych do niewoli.
Dokładny opis tej bitwy został przetłumaczony na język angielski i znalazł się w materiałach szkoleniowych w Wyższej Szkole Wojskowej West Point oraz w 82. Brygadzie Desantowej w Stanach Zjednoczonych, jako przykład walk dywersyjnych „komandosów” na zapleczu frontu.

## Rozwiązanie AK
Florianowi Budniakowi powierzono dowodzenie taktyczne Oddziałów Bojowych 27 pp AK, który od 25 grudnia 1944 do 18 stycznia 1945 r. osłaniał członków misji angielskiej „Freston”, tj. do czasu wkroczenia Armii Radzieckiej na tereny powiatu radomszczańskiego. W tym dniu dotarł do „Andrzeja” rozkaz KG o rozwiązaniu AK. Na całym wyzwolonym terenie rozpoczęły się aresztowania oficerów AK. Florian Budniak zdecydował się na powrót do Sarnic w Poznańskie, gdzie mieszkali jego rodzice i przebywały dzieci. Wiosną z obozu w Ravensbruck powróciła jego żona.

## Znów w Margoninie
Jeszcze wiosną 1945 roku prof. Florian Budniak wraz z rodziną powrócił do Margonina. Razem z Aleksandrem Łuczkiewiczem przeprowadzili trzymiesięczny kurs dla leśników. W zorganizowanym kilka miesięcy później Państwowym Gimnazjum Leśnym wykładał fizykę, chemię, hodowlę i użytkowanie lasu. W Trzciance, gdzie przeniósł się w 1946 r., zorganizował Zarząd Transportu Drewna. W okresie referendum (3 x tak) w 1946 roku został aresztowany na 3 miesiące. Do bazy transportu już nie mógł powrócić, ale władze resortu leśnictwa zaproponowały mu stanowisko dyrektora Departamentu Użytkowania Lasów w MLiPD.

## Proces i więzienie

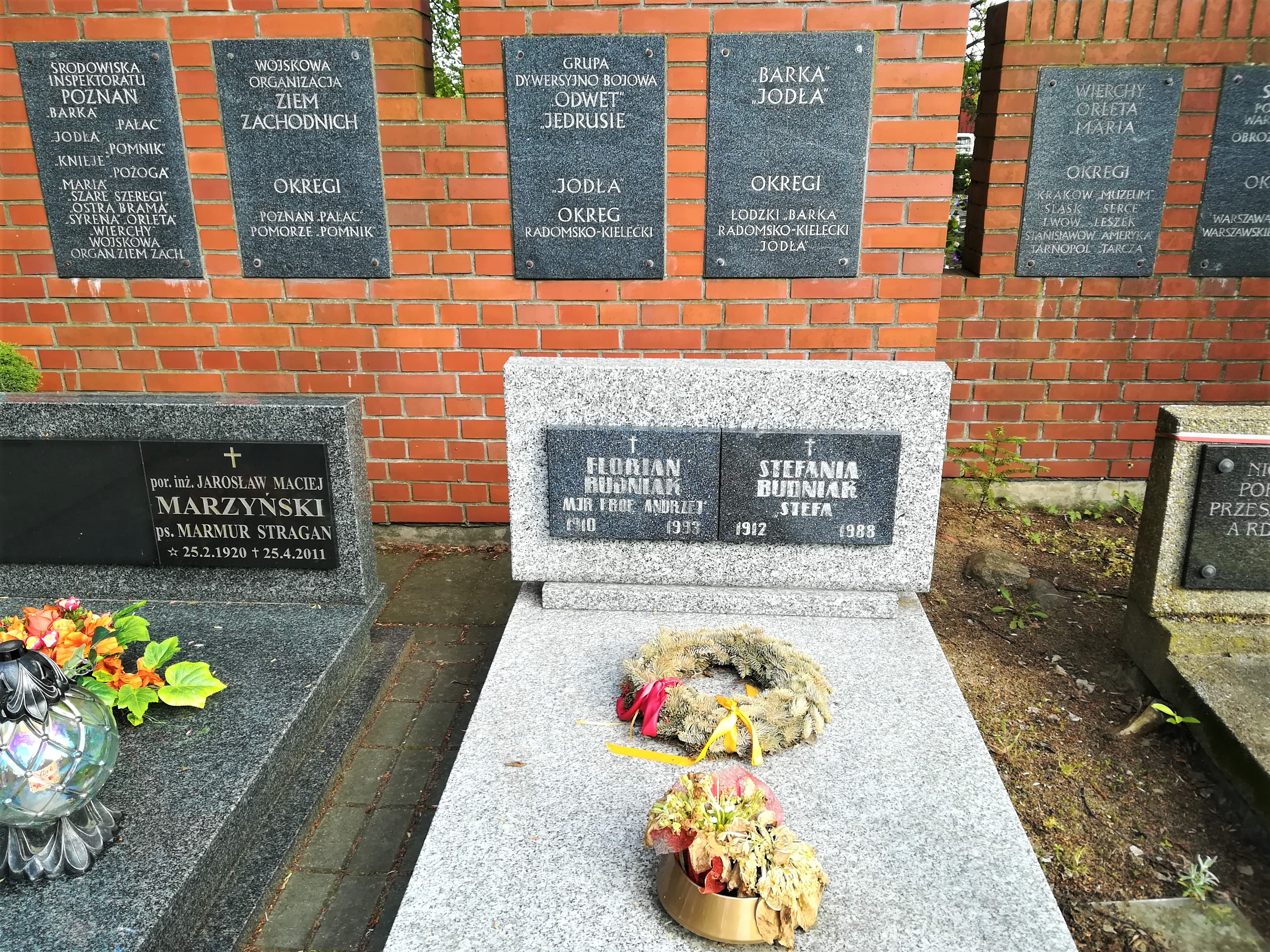
Grób na cmentarzu junikowskim

Wkrótce po objęciu pracy na nowym stanowisku zmontowano przeciw niemu proces sądowy za przynależność do AK. Otrzymał wyrok dożywotniego więzienia, zamieniony później na 15 lat. W więzieniu nie załamał się, przebywał w celach z innymi akowcami. Napisał książkę i szereg artykułów z dziedziny leśnictwa. Wyszedł z więzienia po 6 latach.

## W Poznaniu
Po wyjściu z więzienia w roku 1956 Florian Budniak znów nie mógł powrócić na dawne stanowisko, stracił też mieszkanie. Wtedy podjął pracę w Instytucie Technologii Drewna w Poznaniu, jako kierownik Zakładu Ekonomiki Drzewnictwa. Otrzymał w roku 1972 tytuł profesora nadzwyczajnego. Na emeryturę przeszedł w roku 1975.
Aktywnie działał w Światowym Związku Żołnierzy AK i Polskim Towarzystwie Leśnym. Brał udział w zjazdach leśników-kombatantów. Jest autorem wspomnień „Od PWL do batalionu Las”
Zmarł 22 września 1993 roku w Poznaniu, spoczął w Kwaterze Kombatantów Armii Krajowej cmentarza na Junikowie.

## Odznaczenia
- Krzyż Srebrny Orderu Virtuti Militari
- Krzyż Kawalerski Orderu Odrodzenia Polski
- Krzyż Walecznych
- Krzyż Partyzancki
- Złoty Krzyż Zasługi

## „Jędrusiowa dola”
Popularna piosenka partyzancka, „Jędrusiowa dola” napisana została przez poetę Czesława Kałkusińskiego „ Czechurę”, muzykę napisał kompozytor Henryk Fajt „Garda”. Czechura był wówczas żołnierzem w batalionie „Las”, a jego bezpośrednim dowódcą-Florian Budniak „Andrzej”, zwany popularnie „Jędrusiem”. Piosenka powstała na jego cześć.
„Jędrusiowa dola” (fr.)
Idzie wojsko poprzez wieś,
błoto, słota, siąpi deszcz.
Leje deszcze jak z cebra,
a to ci manewry,
a to ci żołnierka jest.
Jędrusiowa dola, partyzancka dola
Będzie lepiej, pociesz się...